# 세븐일레븐 (일본)
세븐일레븐 재팬(일본어: セブン-イレブン・ジャパン, 영어: Seven-Eleven Japan)은 일본의 편의점 체인이다. 세븐&아이 홀딩스의 완전 자회사로, 일본의 편의점으로서는 최대 점포를 소유하고 있다.